# Prosansanosmilus
Il prosansanosmilo (gen. Prosansanosmilus) è un carnivoro estinto, appartenente ai barbourofelidi. Visse nel Miocene inferiore (circa 20 milioni di anni fa) e i suoi resti fossili sono stati ritrovati in Europa (Francia, Germania, Spagna). È uno dei primi barbourofelidi noti.

## Descrizione
Questo animale doveva possedere un aspetto simile a quello dei felidi dai denti a sciabola (come Smilodon) o dei più antichi nimravidi (come Eusmilus). Come questi ultimi, Prosansanosmilus possedeva due canini superiori allungatissimi e compressi lateralmente, dotati di una dentellatura lungo i margini. Le dimensioni dovevano essere quelle di una grossa lince o di un piccolo puma.

## Classificazione
Prosansanosmilus è uno dei primi rappresentanti di una linea evolutiva di carnivori nota come barbourofelidi, dall'incerta collocazione sistematica, ma probabilmente molto vicini all'origine dei veri felidi. Prosansanosmilus, nel corso del Miocene, diede origine al successivo Sansanosmilus, più grande e specializzato. Resti fossili di Prosansanosmilus si rinvengono in vari giacimenti dell'Europa occidentale: in Spagna (Bunyol), in Francia (Artenay, Baigneaux, Bézian) e in Germania (Langenau, Württemberg). La specie più nota è Prosansanosmilus peregrinus, descritta nel 1980, mentre P. eggeri è stata descritta nel 2004.

## Paleobiologia
Come tutti i carnivori dai denti a sciabola, anche Prosansanosmilus doveva adottare una strategia di caccia che includeva l'immobilizzazione della preda grazie ai possenti arti anteriori; la preda successivamente veniva abbattuta grazie ai lunghi canini superiori, che producevano larghe ferite. Questa tecnica venne in seguito affinata da forme più evolute quali Sansanosmilus e Barbourofelis, e ovviamente dalle vere tigri dai denti a sciabola.